# جین چانگ-سو
جین چانگ-سو (انگلیسی: Jin Chang-soo؛ زادهٔ ۲۶ اکتبر ۱۹۸۵) بازیکن فوتبال اهل کره جنوبی است.